# Maria Anna d'Asburgo (regina di Portogallo)
Maria Anna d'Asburgo, arciduchessa d'Austria (Linz, 7 settembre 1683 – Lisbona, 14 agosto 1754), era figlia dell'imperatore Leopoldo I e di Eleonora del Palatinato-Neuburg e divenne moglie di re Giovanni V del Portogallo.

## Biografia

### Infanzia
Nato Maria Anna Josepha, era una figlia di imperatore Leopoldo I e Eleonora Maddalena di Neuburg.
Maria Anna era la sorella degli imperatori Giuseppe I e Carlo VI, quindi, zia dell'imperatrice Maria Teresa.

### Matrimonio
Il 27 ottobre 1708 sposò Giovanni V del Portogallo per suggellare l'alleanza tra i due paesi contro i Borbone in Francia e Spagna durante la Guerra di Successione Spagnola.

### Reggenza
Nel 1742 Giovanni V venne colpito da un ictus, che lo lasciò parzialmente paralizzato e non più capace di occuparsi degli affari di Stato: la regina Maria Anna assunse quindi la reggenza per il figlio maggiore Giuseppe, che assunse i pieni poteri alla morte del padre, il 31 luglio 1750. Una volta che fu a capo della sua famiglia, Maria Anna riformò la sua corte e le sue usanze per seguire le tradizioni e le usanze delle tradizionali regine del Portogallo. La sua più grande influenza sulla corte, e la nobiltà portoghese nel suo complesso, fu l'aumento della segregazione tra uomini e donne, così come tra servi e padroni. Come Giovanni, Maria Anna aveva un gusto esuberante, e questo si mostrò molto bene nelle sue famose feste. Spesso duravano diversi giorni, invitando la nobiltà di tutto il paese e spesso in concomitanza con una festa santa, anche se la religione giocava una piccola parte nelle sue feste.

### Morte
Alla sua morte, avvenuta quattro anni più tardi, Maria Anna venne sepolta nella chiesa dei carmelitani scalzi tedeschi di Lisbona, ma il suo cuore venne portato dal suo confessore a Vienna e posto in un'urna disegnata dallo scultore Balthasar Ferdinand Moll nella Cappella di Leopoldo della Cripta Imperiale.

## Discendenza
Giovanni e Maria Anna ebbero sei figli:
- Barbara (4 dicembre 1711–27 agosto 1758), sposò Ferdinando VI di Spagna;
- Pietro (19 ottobre 1712–29 ottobre 1714);
- Giuseppe (6 giugno 1714–24 febbraio 1777);
- Carlo (2 maggio 1716–29 marzo 1736);
- Pietro (5 luglio 1717–25 maggio 1786), sposò Maria I del Portogallo;
- Alessandro Francesco (24 settembre 1718–12 agosto 1728).

## Ascendenza
|                                     |                                           |                                      | Genitori                          |  |  | Nonni |  |  | Bisnonni                |  |  | Trisnonni          |  |
|                                     |                                           |                                      |                                   |  |  |       |  |  | Ferdinando II d'Asburgo |  |  | Carlo II d'Austria |  |
|                                     |                                           |                                      |                                   |  |  |       |  |  | Ferdinando II d'Asburgo |  |  | Carlo II d'Austria |  |
|                                     |                                           | Maria Anna di Baviera                |                                   |  |  |       |  |  | Ferdinando II d'Asburgo |  |  |                    |  |
| Ferdinando III d'Asburgo            |                                           |                                      |                                   |  |  |       |  |  | Ferdinando II d'Asburgo |  |  |                    |  |
|                                     |                                           | Maria Anna di Baviera                | Guglielmo V di Baviera            |  |  |       |  |  |                         |  |  |                    |  |
|                                     |                                           | Maria Anna di Baviera                | Guglielmo V di Baviera            |  |  |       |  |  |                         |  |  |                    |  |
|                                     |                                           | Maria Anna di Baviera                | Renata di Lorena                  |  |  |       |  |  |                         |  |  |                    |  |
| Leopoldo I d'Asburgo                |                                           | Maria Anna di Baviera                |                                   |  |  |       |  |  |                         |  |  |                    |  |
|                                     |                                           | Filippo III di Spagna                | Filippo II di Spagna              |  |  |       |  |  |                         |  |  |                    |  |
|                                     |                                           | Filippo III di Spagna                | Filippo II di Spagna              |  |  |       |  |  |                         |  |  |                    |  |
|                                     |                                           | Filippo III di Spagna                | Anna d'Austria                    |  |  |       |  |  |                         |  |  |                    |  |
| Maria Anna di Spagna                |                                           | Filippo III di Spagna                |                                   |  |  |       |  |  |                         |  |  |                    |  |
|                                     |                                           | Margherita d'Austria-Stiria          | Carlo II d'Austria                |  |  |       |  |  |                         |  |  |                    |  |
|                                     |                                           | Margherita d'Austria-Stiria          | Carlo II d'Austria                |  |  |       |  |  |                         |  |  |                    |  |
|                                     |                                           | Margherita d'Austria-Stiria          | Maria Anna di Baviera             |  |  |       |  |  |                         |  |  |                    |  |
| Maria Anna d'Austria                |                                           | Margherita d'Austria-Stiria          |                                   |  |  |       |  |  |                         |  |  |                    |  |
|                                     | Volfango Guglielmo del Palatinato-Neuburg | Filippo Luigi del Palatinato-Neuburg |                                   |  |  |       |  |  |                         |  |  |                    |  |
|                                     | Volfango Guglielmo del Palatinato-Neuburg | Filippo Luigi del Palatinato-Neuburg |                                   |  |  |       |  |  |                         |  |  |                    |  |
|                                     | Volfango Guglielmo del Palatinato-Neuburg | Anna di Jülich-Kleve-Berg            |                                   |  |  |       |  |  |                         |  |  |                    |  |
| Filippo Guglielmo del Palatinato    | Volfango Guglielmo del Palatinato-Neuburg |                                      |                                   |  |  |       |  |  |                         |  |  |                    |  |
|                                     |                                           | Maddalena di Baviera                 | Guglielmo V di Baviera            |  |  |       |  |  |                         |  |  |                    |  |
|                                     |                                           | Maddalena di Baviera                 | Guglielmo V di Baviera            |  |  |       |  |  |                         |  |  |                    |  |
|                                     |                                           | Maddalena di Baviera                 | Renata di Lorena                  |  |  |       |  |  |                         |  |  |                    |  |
| Eleonora del Palatinato-Neuburg     |                                           | Maddalena di Baviera                 |                                   |  |  |       |  |  |                         |  |  |                    |  |
|                                     |                                           | Giorgio II d'Assia-Darmstadt         | Luigi V d'Assia-Darmstadt         |  |  |       |  |  |                         |  |  |                    |  |
|                                     |                                           | Giorgio II d'Assia-Darmstadt         | Luigi V d'Assia-Darmstadt         |  |  |       |  |  |                         |  |  |                    |  |
|                                     |                                           | Giorgio II d'Assia-Darmstadt         | Maddalena di Brandeburgo          |  |  |       |  |  |                         |  |  |                    |  |
| Elisabetta Amalia d'Assia-Darmstadt |                                           | Giorgio II d'Assia-Darmstadt         |                                   |  |  |       |  |  |                         |  |  |                    |  |
|                                     |                                           | Sofia Eleonora di Sassonia           | Giovanni Giorgio di Brandeburgo   |  |  |       |  |  |                         |  |  |                    |  |
|                                     |                                           | Sofia Eleonora di Sassonia           | Giovanni Giorgio di Brandeburgo   |  |  |       |  |  |                         |  |  |                    |  |
|                                     |                                           | Sofia Eleonora di Sassonia           | Maddalena Sibilla di Hohenzollern |  |  |       |  |  |                         |  |  |                    |  |
|                                     |                                           | Sofia Eleonora di Sassonia           |                                   |  |  |       |  |  |                         |  |  |                    |  |